# Čeněk Růžička
Čeněk Růžička (28. října 1946 Liberec – 9. prosince 2022) byl bojovník za práva Romů a spoluzakladatel Výboru pro odškodnění romského holokaustu.

## Život
Narodil se roku 1946 v Liberci rodičům Alžbětě a Janu Růžičkovým. Pocházel ze starého romského rodu. Jeho rodiče byli v letech 1942–1943 internováni v koncentračním táboře v Letech u Písku. Matka byla odtamtud odvezena do koncentračního tábora Osvětim a otec do koncentračního tábora Mittelbau-Dora. Řada příbuzných se stala obětí romského holokaustu.
O existenci tábora v Letech se Čeněk Růžička dověděl v roce 1997. Od té doby se věnoval připomínce romského holokaustu. Roku 1998 spoluzaložil a v dalších letech vedl Výbor pro odškodnění romského holokaustu. Zasazoval se o odškodnění obětí romského holokaustu, likvidaci vepřína stojícího v místech koncentračního tábora v Letech, a vybudování památníku v témže místě. V roce 2017 vepřín odkoupil stát a v roce 2022 začala jeho demolice. V místě vznikl Památník holokaustu Romů a Sintů v Čechách.

## Ocenění
- Cena Alice Garrigue Masarykové (2017)
- Cena ÚSTR za svobodu, demokracii a lidská práva – Cena za mimořádný přínos k reflexi novodobých dějin (2019)